# براندان سميث (سياسي أسترالي)
براندان سميث (بالإنجليزية: Brendan Smyth)‏ هو سياسي أسترالي، ولد في 27 يوليو 1959 في سيدني في أستراليا. حزبياً، نشط في الحزب الليبرالي الأسترالي. وقد انتخب عضو الجمعية التشريعية الأسترالية لمقاطعة العاصمة الأسترالية ‏ عن دائرة Brindabella electorate ‏ (21 فبراير 1998 – 15 يوليو 2016) وانتخب عضو مجلس النواب الأسترالي عن دائرة Division of Canberra ‏ (25 مارس 1995 – 2 مارس 1996).